# Мордвиновка (исторический район)
Мордви́новка — исторический район в городе Ломоносове Петродворцового района Санкт-Петербурга. Расположен восточнее Мартышкина между улицами Немкова, Левитана, Морской, Цветочной и Балтийской железнодорожной линией.
Первоначальное название — Ораниенба́умская коло́ния — появилось в 1764 году. С 1820-х годов стал чаще употребляться другой вариант — Мордвиновка, по находившейся поблизости одноименной усадьбе. Сама усадьба в 1822—1918 годах принадлежала государственному и общественному деятелю адмиралу Н. С. Мордвинову и его наследникам.
В конце 1930-х годов Мордвиновка вошла в черту города Ломоносова.